# Asio (Библиотека C++)
Asio — свободно распространяемая кроссплатформенная библиотека C++ с открытым исходным кодом для сетевого программирования. Библиотека предоставляет разработчикам согласованную модель асинхронного ввода-вывода с использованием современного подхода в программирование на C++. Boost.Asio была принята в библиотеку Boost 30 декабря 2005 года после 20-дневного рецензирования, однако её можно использовать отдельно от Boost, скачав с официального сайта проекта. Библиотека разрабатывается Кристофером М. Кольхоффом с 2003 года. Предложение о возможном включении сетевой библиотеки на основе Asio во второй технический отчет о расширениях C++ (TR2) было предложено комитету по стандартам C++ в 2006 году, но этого не случилось. Asio является достаточно популярной и её использует большое количество различных проектов.

## Примечание
1. ↑  C++ TR2 Networking Library Proposal. Дата обращения: 1 февраля 2021. Архивировано 11 ноября 2020 года.
2. ↑  Пол Крилл. 8 great libraries for C++ programming (англ.). InfoWorld (14 июля 2020). Дата обращения: 1 февраля 2021. Архивировано 14 января 2021 года.
3. ↑  Singh. 10 Top C++ Libraries for Developers to Use in 2021 (англ.). TechGeekBuzz (4 января 2021). Дата обращения: 1 февраля 2021. Архивировано 7 февраля 2021 года.
4. ↑  Who is using Asio? (англ.). Asio C++ Library. Дата обращения: 1 февраля 2021. Архивировано 12 мая 2021 года.